# البطولات الفرنسية 1931 (كرة مضرب)
كانت هذه البطولة ثاني وأخر بطولة يحرزها الاعب جين بوروترا (Jean Borotra) -أحد الجنود الأربعة- في بلده.
وهنا قائمة البطولات الفرنسية لعام 1931 (المعروفة الآن باسم دورة رولان غاروس) :

## الكبار

### فردي رجال
جين بوروترا هزم  كريستيان باوسيس, النتيجة:2-6, 6-4, 7-5, 6-4

### فردي سيدات
سيلي أوسيم هزمت  بيتي نتهال, النتيجة:8-6, 6-1

### زوجي رجال
جورج لوت و جون فان راين هزما  فيرنون كايبري و نورمان فاركوهارسن, النتيجة:6-4, 6-3, 6-4

### زوجي سيدات
إيلين بينيت وايتينغستال و بيتي نتهال هزمتا  سيلي أوسيم و إليزابيث رايان, النتيجة:9-7, 6-2

### زوجي مختلط
بيتي نتهال و باتريك سبينس هزما  دوروثي شيبهيلد و بوني أوستن, النتيجة:6-3, 5-7, 6-3